# Campionato mondiale femminile di calcio 2007
Il Campionato mondiale femminile di calcio 2007, quinta edizione ufficiale della manifestazione, si è disputato in Cina dal 10 al 30 settembre 2007. In origine la Cina era stata scelta per ospitare il torneo del 2003, ma lo diffusione dell'epidemia di SARS nel paese costrinse la FIFA a spostare l'evento negli Stati Uniti d'America. Di conseguenza, la FIFA assegnò l'evento successivo alla Cina.
Il torneo si aprì a Shanghai con una vittoria record della Germania sull'Argentina per 11-0, facendo registrare allora la più ampia vittoria e il più alto numero di gol realizzati in una gara nella storia del campionato mondiale femminile di calcio. Ancora la Germania fu protagonista nella finale in cui batté il Brasile 2-0, concludendo il torneo senza subire reti e diventando la prima nazionale a vincere due titoli consecutivi.

## Città e stadi
Cinque stadi furono scelti per ospitare le gare della competizione.
| Tianjin                            | Tianjin Wuhan Hangzhou Chengdu Shanghai | Tianjin Wuhan Hangzhou Chengdu Shanghai | Tianjin Wuhan Hangzhou Chengdu Shanghai |
| ---------------------------------- | --------------------------------------- | --------------------------------------- | --------------------------------------- |
| Stadio Centro Olimpico di Tientsin | Tianjin Wuhan Hangzhou Chengdu Shanghai | Tianjin Wuhan Hangzhou Chengdu Shanghai | Tianjin Wuhan Hangzhou Chengdu Shanghai |
| Capacità: 60 000                   | Tianjin Wuhan Hangzhou Chengdu Shanghai | Tianjin Wuhan Hangzhou Chengdu Shanghai | Tianjin Wuhan Hangzhou Chengdu Shanghai |
|                                    | Tianjin Wuhan Hangzhou Chengdu Shanghai | Tianjin Wuhan Hangzhou Chengdu Shanghai | Tianjin Wuhan Hangzhou Chengdu Shanghai |
| Wuhan                              | Tianjin Wuhan Hangzhou Chengdu Shanghai | Tianjin Wuhan Hangzhou Chengdu Shanghai | Tianjin Wuhan Hangzhou Chengdu Shanghai |
| Wuhan Stadium                      | Tianjin Wuhan Hangzhou Chengdu Shanghai | Tianjin Wuhan Hangzhou Chengdu Shanghai | Tianjin Wuhan Hangzhou Chengdu Shanghai |
| Capacità: 55 000                   | Tianjin Wuhan Hangzhou Chengdu Shanghai | Tianjin Wuhan Hangzhou Chengdu Shanghai | Tianjin Wuhan Hangzhou Chengdu Shanghai |
|                                    | Tianjin Wuhan Hangzhou Chengdu Shanghai | Tianjin Wuhan Hangzhou Chengdu Shanghai | Tianjin Wuhan Hangzhou Chengdu Shanghai |
| Hangzhou                           | Chengdu                                 | Shanghai                                |                                         |
| Yellow Dragon Sports Center        | Chengdu Sports Centre                   | Hongkou Stadium                         |                                         |
| Capacità: 51 000                   | Capacità: 40 000                        | Capacità: 33 000                        |                                         |
|                                    |                                         |                                         |                                         |

## Qualificazioni

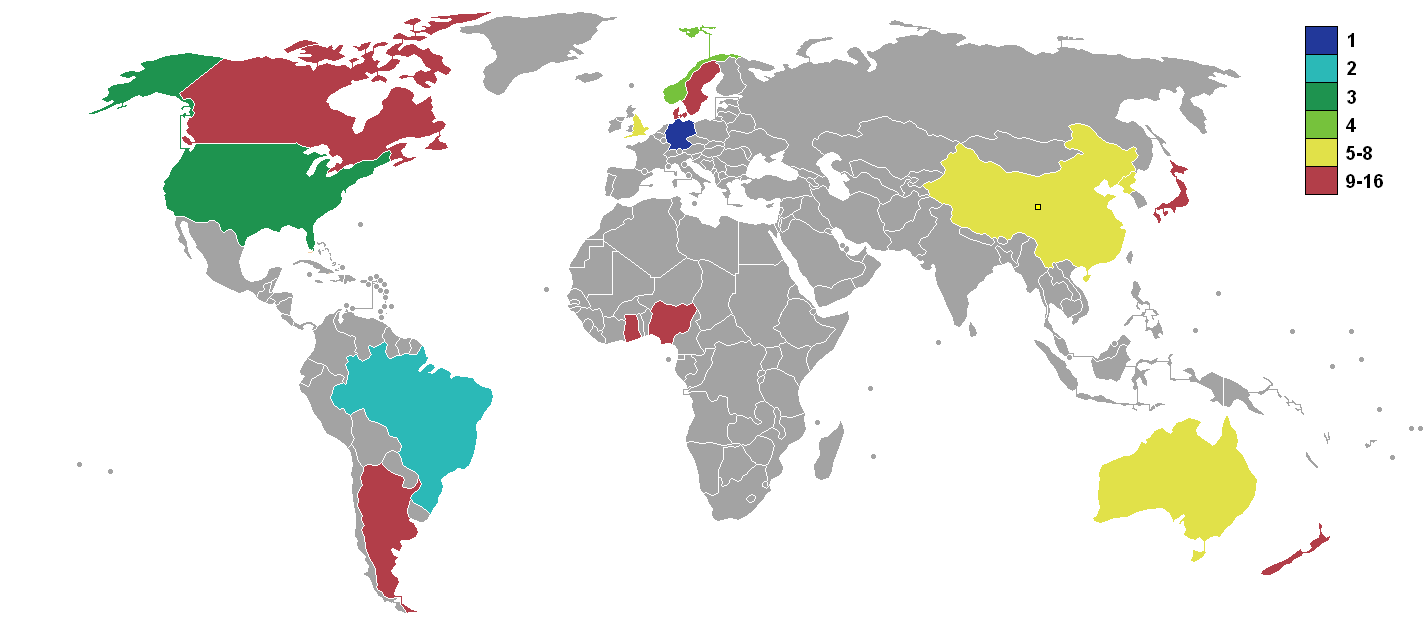
Mappa delle Nazionali qualificate

La FIFA annunciò la distribuzione dei posti per le sei federazioni per la definizione delle 16 squadre nazionali partecipanti al campionato mondiale 2007:
- AFC (Asia): 2 posti,
- CAF (Africa): 2 posti,
- CONCACAF (Centro e Nord America, Caraibi): 2 posti,
- CONMEBOL (Sud America): 2 posti,
- OFC (Oceania): 1 posto,
- UEFA (Europa): 5 posti,
- nazione ospitante (Cina): 1 posto,
- Spareggio tra AFC e CONCACAF : 1 posto.

## Squadre partecipanti
| Pr. | Squadra        | Confederazione | Partecipante in quanto                                         | Ultima presenza  |
| --- | -------------- | -------------- | -------------------------------------------------------------- | ---------------- |
| 1   | Cina           | AFC            | Rappresentativa della nazione organizzatrice della fase finale | Stati Uniti 2003 |
| 2   | Australia      | AFC            | Secondo posto nella Coppa d'Asia 2006                          | Stati Uniti 2003 |
| 3   | Corea del Nord | AFC            | Terzo posto nella Coppa d'Asia 2006                            | Stati Uniti 2003 |
| 4   | Giappone       | AFC            | Vincitore dello spareggio AFC-CONCACAF                         | Stati Uniti 2003 |
| 5   | Nigeria        | CAF            | Vincitore del Campionato africano 2006                         | Stati Uniti 2003 |
| 6   | Ghana          | CAF            | Secondo posto nel Campionato africano 2006                     | Stati Uniti 2003 |
| 7   | Stati Uniti    | CONCACAF       | Vincitore della CONCACAF Women's Gold Cup 2006                 | Stati Uniti 2003 |
| 8   | Canada         | CONCACAF       | Secondo posto nella CONCACAF Women's Gold Cup 2006             | Stati Uniti 2003 |
| 9   | Argentina      | CONMEBOL       | Campione del Campionato sudamericano 2006                      | Stati Uniti 2003 |
| 10  | Brasile        | CONMEBOL       | Secondo posto nel Campionato sudamericano 2006                 | Stati Uniti 2003 |
| 11  | Nuova Zelanda  | OFC            | Vincitore della Coppa delle nazioni oceaniane femminile 2007   | Cina 1991        |
| 12  | Norvegia       | UEFA           | Vincitore degli spareggi nelle qualificazione UEFA             | Stati Uniti 2003 |
| 13  | Svezia         | UEFA           | Vincitore degli spareggi nelle qualificazione UEFA             | Stati Uniti 2003 |
| 14  | Germania       | UEFA           | Vincitore degli spareggi nelle qualificazione UEFA             | Stati Uniti 2003 |
| 15  | Danimarca      | UEFA           | Vincitore degli spareggi nelle qualificazione UEFA             | Stati Uniti 1999 |
| 16  | Inghilterra    | UEFA           | Vincitore degli spareggi nelle qualificazione UEFA             | Svezia 1995      |

## Arbitri
Per la competizione vennero scelti dal FIFA's Refereeing Department 14 arbitri e 22 assistenti da tutto il mondo, per dirigere le 32 gare del torneo.
Della rosa iniziale dei 42 arbitri a disposizione, 6 furono esclusi dopo i test atletici e rimase un gruppo di 36 ufficiali di gara. Gli Stati Uniti furono l'unico paese rappresentato da due direttori di gara.
| Confederazione | Arbitri                                                                    | Assistenti |
| -------------- | -------------------------------------------------------------------------- | --- |
| CAF            |                                                                            | Tempa Ndah Souad Oulhaj |
| AFC            | Pannipar Kamnueng Niu Huijun Tammy Ogston Mayumi Oiwa                      | Fu Hongjue Sarah Ho Airlie Keen Kim Kyoung Min Liu Hongjuan Liu Hsiu Mei Hisae Yoshizawa                                             |
| UEFA           | Christine Beck Dagmar Damková Gyöngyi Gaál Jenny Palmqvist Nicole Petignat | Susanne Borg Cristina Cini Miriam Draeger Corinne Lagrange Irina Mirt Hege Steinlund Maria Luisa Villa Gutierrez Karine Vives Solana |
| CONCACAF       | Jennifer Bennett Dianne Ferreira-James Kari Seitz                          | Cynette Jeffery Cindy Mohammed Rita Munoz Maria Isabel Tovar                                                                         |
| CONMEBOL       | Estela Alvarez de Olivera Adriana Correa                                   | Rosa Canales |

## Sorteggio
Il sorteggio dei gruppi avvenne il 22 aprile 2007 a Wuhan, dopo il completamento della fase di qualificazione. La FIFA sorteggiò automaticamente la nazione ospitante e la campionessa in carica in due gironi diversi, mettendo la Cina nel gruppo D e la Germania nel gruppo A. Per determinate quali squadre dovessero occupare la prima posizione nei gruppi B e C fu usata la classifica mondiale femminile della FIFA del marzo 2007, che vedeva la nazionale degli Stati Uniti al primo posto, la Germania seconda e la Norvegia terza, quindi Stati Uniti e Norvegia vennero selezionate.
In un girone non potevano affrontarsi squadre della stessa confederazione, escluse quelle della UEFA che potevano essere al massimo due per ogni gruppo. Il gruppo B venne denominato il "gruppo della morte", per la presenza di tre delle cinque migliori squadre del ranking del giugno 2007, l'ultimo rilasciato prima della competizione: Stati Uniti (prima), Svezia (terza) e Corea del Nord (quinta) che, insieme alla Nigeria, furono le stesse quattro squadre che si affrontarono nel gruppo A nell'edizione del 2003, quando Stati Uniti e Svezia passarono il turno.

### Gruppi
| Gruppo A                                | Gruppo B                                  | Gruppo C                        | Gruppo D                             |
| --------------------------------------- | ----------------------------------------- | ------------------------------- | ------------------------------------ |
| Germania Inghilterra Giappone Argentina | Stati Uniti Svezia Corea del Nord Nigeria | Norvegia Australia Canada Ghana | Cina Brasile Danimarca Nuova Zelanda |

## Fase a gironi

### Gruppo A

#### Classifica finale
| Pos. | Squadra     | Pt | G | V | N | P | GF | GS | DR  |
| ---- | ----------- | -- | - | - | - | - | -- | -- | --- |
| 1.   | Germania    | 7  | 3 | 2 | 1 | 0 | 13 | 0  | +13 |
| 2.   | Inghilterra | 5  | 3 | 1 | 2 | 0 | 8  | 3  | +5  |
| 3.   | Giappone    | 4  | 3 | 1 | 1 | 1 | 3  | 4  | -1  |
| 4.   | Argentina   | 0  | 3 | 0 | 0 | 3 | 1  | 18 | -17 |

#### Risultati
| Arbitro: | Tammy Ogston |

|                                                                                                |           |  |
| Behringer 12’, 24’ Garefrekes 17’ Prinz 29’, 45+1’, 59’ Lingor 51’, 90+1’ Smisek 57’, 70’, 79’ | Marcatori |  |

| Arbitro: | Kari Seitz |

|                   |           |                   |
| K. Smith 81’, 83’ | Marcatori | 55’, 90+5’ Miyama |

| Arbitro: | Dagmar Damková |

|  |           |                |
|  | Marcatori | 90+1’ Nagasato |

| Shanghai 14 settembre 2007, ore 20:00 UTC+8 | Germania        | 0 – 0 referto | Inghilterra | Hongkou Stadium (27 730 spett.)\| Arbitro: \| Jenny Palmqvist \| |
| Arbitro:                                    | Jenny Palmqvist |               |             |                                                                  |

| Arbitro: | Dianne Ferreira-James |

|              |           |                                                                                        |
| González 60’ | Marcatori | 9’ (aut.) González 10’ J. Scott 50’ (rig.) Williams 64’, 77’ K. Smith 90’ (rig.) Exley |

| Arbitro: | Adriana Correa |

|  |           |                             |
|  | Marcatori | 21’ Prinz 87’ (rig.) Lingor |

### Gruppo B

#### Classifica finale
| Pos. | Squadra        | Pt | G | V | N | P | GF | GS | DR |
| ---- | -------------- | -- | - | - | - | - | -- | -- | -- |
| 1.   | Stati Uniti    | 7  | 3 | 2 | 1 | 0 | 5  | 2  | +3 |
| 2.   | Corea del Nord | 4  | 3 | 1 | 1 | 1 | 5  | 4  | +1 |
| 3.   | Svezia         | 4  | 3 | 1 | 1 | 1 | 3  | 4  | -1 |
| 4.   | Nigeria        | 1  | 3 | 0 | 1 | 2 | 1  | 4  | -3 |

#### Risultati
| Arbitro: | Nicole Petignat |

|                          |           |                                 |
| Wambach 50’ O'Reilly 69’ | Marcatori | 58’ Kil Son-Hui 60’ Kim Yong-Ae |

| Arbitro: | Niu Huijun |

|              |           |          |
| Svensson 50’ | Marcatori | 82’ Uwak |

| Arbitro: | Gyöngyi Gaál |

|                         |           |  |
| Wambach 34’ (rig.), 58’ | Marcatori |  |

| Arbitro: | Tammy Ogston |

|                                  |           |  |
| Kim Kyong-Hwa 17’ Ri Kum-Suk 21’ | Marcatori |  |

| Arbitro: | Christine Beck |

|               |           |                 |
| Ri Un Suk 22’ | Marcatori | 4’, 54’ Schelin |

| Arbitro: | Mayumi Oiwa |

|  |           |             |
|  | Marcatori | 1’ Chalupny |

### Gruppo C

#### Classifica finale
| Pos. | Squadra   | Pt | G | V | N | P | GF | GS | DR  |
| ---- | --------- | -- | - | - | - | - | -- | -- | --- |
| 1.   | Norvegia  | 7  | 3 | 2 | 1 | 0 | 10 | 4  | +6  |
| 2.   | Australia | 5  | 3 | 1 | 2 | 0 | 7  | 4  | +3  |
| 3.   | Canada    | 4  | 3 | 1 | 1 | 1 | 7  | 4  | +3  |
| 4.   | Ghana     | 0  | 3 | 0 | 0 | 3 | 3  | 15 | -12 |

#### Risultati
| Arbitro: | Adriana Correa |

|                                          |           |             |
| Walsh 15’ De Vanna 57’, 81’ Garriock 69’ | Marcatori | 70’ Amankwa |

| Arbitro: | Christine Beck |

|                                  |           |             |
| R. Gulbrandsen 52’ Horpestad 81’ | Marcatori | 33’ Chapman |

| Arbitro: | Nicole Petignat |

|                                          |           |  |
| Sinclair 16’, 62’ Schmidt 55’ Franko 77’ | Marcatori |  |

| Arbitro: | Niu Huijun |

|                   |           |              |
| R. Gulbrandsen 5’ | Marcatori | 83’ De Vanna |

| Arbitro: | Jennifer Bennet |

|                                                                                             |           |                           |
| Storløkken 4’ R. Gulbrandsen 39’, 59’, 62’ Horpestad 45’ (rig.) Herlovsen 56’ Klaveness 69’ | Marcatori | 73’ Bayor 80’ (rig.) Okoe |

| Arbitro: | Gyöngyi Gaál |

|                              |           |                          |
| McCallum 53’ Salisbury 90+2’ | Marcatori | 1’ Tancredi 85’ Sinclair |

### Gruppo D

#### Classifica finale
| Pos. | Squadra       | Pt | G | V | N | P | GF | GS | DR  |
| ---- | ------------- | -- | - | - | - | - | -- | -- | --- |
| 1.   | Brasile       | 9  | 3 | 3 | 0 | 0 | 10 | 0  | +10 |
| 2.   | Cina          | 6  | 3 | 2 | 0 | 1 | 5  | 6  | -1  |
| 3.   | Danimarca     | 3  | 3 | 1 | 0 | 2 | 4  | 4  | 0   |
| 4.   | Nuova Zelanda | 0  | 3 | 0 | 0 | 3 | 0  | 9  | -9  |

#### Risultati
| Arbitro: | Pannipar Kamnueng |

|                                                             |           |  |
| Daniela 10’ Cristiane 54’ Marta 74’, 90+3’ Renata Costa 86’ | Marcatori |  |

| Arbitro: | Dianne Ferreira-James |

|                                       |           |                        |
| Li Jie 31’ Bi Yan 50’ Song Xiaoli 88’ | Marcatori | 51’ Nielsen 87’ Paaske |

| Arbitro: | Mayumi Oiwa |

|                         |           |  |
| Pedersen 61’ Paaske 66’ | Marcatori |  |

| Arbitro: | Jennifer Bennett |

|  |           |                                   |
|  | Marcatori | 42’, 70’ Marta 47’, 48’ Cristiane |

| Arbitro: | Dagmar Damková |

|                           |           |  |
| Li Jie 57’ Xie Caixia 79’ | Marcatori |  |

| Arbitro: | Kari Seitz |

|                |           |  |
| Pretinha 90+1’ | Marcatori |  |

## Fase a eliminazione diretta

### Tabellone
|  | Quarti di finale | Quarti di finale | Quarti di finale |          |             | Semifinali  | Semifinali  | Semifinali |          |                 | Finale          | Finale          | Finale |  |
|  |                  |                  |                  |          |             |             |             |            |          |                 |                 |                 |        |  |
|  | 1A               | Germania         | 3                |          |             |             |             |            |          |                 |                 |                 |        |  |
|  | 1A               | Germania         | 3                |          |             |             |             |            |          |                 |                 |                 |        |  |
|  | 2B               | Corea del Nord   | 0                |          |             |             |             |            |          |                 |                 |                 |        |  |
|  | 2B               | Corea del Nord   | 0                |          | Germania    | Germania    | 3           |            |          |                 |                 |                 |        |  |
|  |                  |                  |                  |          | Germania    | Germania    | 3           |            |          |                 |                 |                 |        |  |
|  |                  |                  | Norvegia         | Norvegia | 0           |             |             |            |          |                 |                 |                 |        |  |
|  | 1C               | Norvegia         | Norvegia         | Norvegia | 0           | 1           |             |            |          |                 |                 |                 |        |  |
|  | 1C               | Norvegia         |                  |          |             |             |             |            |          |                 |                 |                 |        |  |
|  | 2D               | Cina             | 0                |          |             |             |             |            |          |                 |                 |                 |        |  |
|  | 2D               | Cina             | 0                |          | Germania    | Germania    | 2           |            |          |                 |                 |                 |        |  |
|  |                  |                  |                  |          |             |             |             |            |          |                 |                 |                 |        |  |
|  |                  |                  | Brasile          | Brasile  | 0           |             |             |            |          |                 |                 |                 |        |  |
|  | 1B               | Stati Uniti      | Brasile          | Brasile  | 0           | 3           |             |            |          |                 |                 |                 |        |  |
|  | 1B               | Stati Uniti      |                  |          |             | 3           |             |            |          |                 |                 |                 |        |  |
|  | 2A               | Inghilterra      | 0                |          |             |             |             |            |          |                 |                 |                 |        |  |
|  | 2A               | Inghilterra      | 0                |          | Stati Uniti | Stati Uniti | 0           |            |          | Finale 3º posto | Finale 3º posto | Finale 3º posto |        |  |
|  |                  |                  |                  |          | Stati Uniti | Stati Uniti | 0           |            |          |                 |                 |                 |        |  |
|  |                  |                  | Brasile          | Brasile  | 4           |             |             |            |          |                 |                 |                 |        |  |
|  | 1D               | Brasile          | Brasile          | Brasile  | 4           | 3           |             |            | Norvegia | Norvegia        | 1               |                 |        |  |
|  | 1D               | Brasile          |                  |          |             |             |             |            | Norvegia | Norvegia        | 1               |                 |        |  |
|  | 2C               | Australia        | 2                |          |             | Stati Uniti | Stati Uniti | 4          |          |                 |                 |                 |        |  |

### Quarti di finale
| Arbitro: | Tammy Ogston |

|                                     |           |  |
| Garefrekes 44’ Lingor 67’ Krahn 72’ | Marcatori |  |

| Arbitro: | Jenny Palmqvist |

|                                |           |  |
| Wambach 48’ Boxx 57’ Lilly 60’ | Marcatori |  |

| Arbitro: | Gyöngyi Gaál |

|               |           |  |
| Herlovsen 32’ | Marcatori |  |

| Arbitro: | Christine Beck |

|                                           |           |                            |
| Formiga 4’ Marta 23’ (rig.) Cristiane 75’ | Marcatori | 36’ De Vanna 68’ Colthorpe |

### Semifinali
| Arbitro: | Dagmar Damková |

|                                             |           |  |
| Rønning 42’ (aut.) Stegemann 72’ Müller 75’ | Marcatori |  |

| Arbitro: | Nicole Petignat |

|  |           |                                                 |
|  | Marcatori | 20’ (aut.) Osborne 27’, 79’ Marta 56’ Cristiane |

### Finale terzo posto
| Arbitro: | Gyöngyi Gaál |

|                    |           |                                            |
| R. Gulbrandsen 63’ | Marcatori | 30’, 46’ Wambach 58’ Chalupny 59’ O'Reilly |

### Finale
| Arbitro: | Tammy Ogston |

|                       |           |  |
| Prinz 52’ Laudehr 86’ | Marcatori |  |

## Premi
| Scarpa d'oro | Pallone d'oro | Trofeo Fair Play FIFA |
| ------------ | ------------- | --------------------- |
| Marta        | Marta         | Norvegia              |

### All-Star Team
| Portieri                    | Difensori                                     | Centrocampiste                                                             | Attaccanti                                 |
| --------------------------- | --------------------------------------------- | -------------------------------------------------------------------------- | ------------------------------------------ |
| Nadine Angerer Bente Nordby | Ariane Hingst Li Jie Ane Stangeland Horpestad | Daniela Formiga Kelly Smith Renate Lingor Ingvild Stensland Kristine Lilly | Lisa De Vanna Marta Cristiane Birgit Prinz |

## Statistiche

### Classifica marcatrici
7 reti
- Marta

6 reti
- Ragnhild Gulbrandsen
- Abby Wambach

5 reti
- Cristiane
- Birgit Prinz

4 reti
- Lisa De Vanna
- Renate Lingor
- Kelly Smith

3 reti
- Christine Sinclair
- Sandra Smisek

2 reti
- Li Jie
- Cathrine Paaske Sørensen
- Melanie Behringer
- Kerstin Garefrekes

- Aya Miyama
- Isabell Herlovsen
- Ane Stangeland Horpestad

- Lori Chalupny
- Heather O'Reilly
- Lotta Schelin

1 rete
- Eva González
- Heather Garriock
- Collette McCallum
- Cheryl Salisbury
- Sarah Walsh
- Lauren Colthorpe
- Formiga
- Daniela
- Pretinha
- Renata Costa
- Candace-Marie Chapman
- Martina Franko
- Sophie Schmidt
- Melissa Tancredi

- Bi Yan
- Song Xiaoli
- Xie Caixia
- Kil Son Hui
- Kim Yong Ae
- Kim Kyong Hwa
- Ri Kum Suk
- Ri Un Suk
- Anne Dot Eggers Nielsen
- Katrine Pedersen
- Annike Krahn
- Simone Laudehr
- Martina Müller
- Kerstin Stegemann

- Anita Amankwa
- Adjoa Bayor
- Florence Okoe
- Yuki Nagasato
- Vicky Exley
- Jill Scott
- Fara Williams
- Cynthia Uwak
- Lise Klaveness
- Lene Storløkken
- Shannon Boxx
- Kristine Lilly
- Victoria Svensson

Autoreti
- Eva González (a favore dell'Inghilterra)
- Trine Rønning (a favore della Germania)
- Leslie Osborne (a favore del Brasile)